# Jonathan Haagensen
Jonathan Haagensen (* 1983 in Rio de Janeiro) ist ein brasilianischer Filmschauspieler. Er ist bekannt für den Film City of God und auch durch einige Telenovelas der Rede Globo. 

## Biographie
Haagensen ist norwegischer Abstammung und hat einen Zwillingsbruder namens Phellipe. Geboren und aufgewachsen in Rio de Janeiro, begann er seine Karriere im Jahr 2000 in einer speziellen Folge der Show Brava Gente. 2002 debütierte er in den Kinos in dem gefeierten Film City of God, wo er den Banditen „Cabeleira“ (Shaggy) verkörperte. 2004 spielte er in der Telenovela Da Cor do Pecado die Rolle des „Dodô“.
2007 übernahm er in der Fernsehserie Paraíso Tropical die Rolle des „Cláudio“. Im Jahr darauf trat er in der Seifenoper Os Mutantes von RecordTV auf.
2009 gehörte er zu den Gründungsmitgliedern der Samba/Funk-Band Melanina Carioca, die vor allem als Liveband aktiv ist.

## Filmografie (Auswahl)
- 2001: Palace II
- 2002: City of God
- 2002: Seja O Que Deus Quiser!
- 2002: City of Men (Cidade dos Homens, Fernsehserie, 8 Folgen)
- 2004: Da Cor do Pecado (Fernsehserie, 24 Folgen)
- 2004: O Diabo a Quatro
- 2006: Noel - Poeta da Vila
- 2007: City of Men (Cidade dos Homens)
- 2007: Paraíso Tropical (Fernsehserie, 108 Folgen)
- 2008: Os Mutantes (Fernsehserie, 11 Folgen)
- 2010: Bróder
- 2018: Ilha de Ferro (Fernsehserie, 12 Folgen)
- 2018–2019: Der Mechanismus (O Mecanismo, Fernsehserie, 14 Folgen)
- 2020: Omnipräsenz (Onisciente, Fernsehserie, 6 Folgen)